# Cerkev sv. Jurija, Gorce
Rimsko-katoliška farna cerkev Gorce (nem: Hörzendorf) stoji v mestnem predelu Gorce (Hörzendorf) v mestni občini Šentvid ob Glini v okraju Šentvid ob Glini na  avstrijskem Koroškem. Farna cerkev sv. Jurija spada pod Dekanat Celovec-dežela v Krški škofiji. Cerkev in pokopališče spadata pod spomeniško varstvo. 

## Zgodovina
V pisnih dokumentih se omenja neka cerkev ze v letih 1087 in 1136.

## Arhitektura
Gotska stavba cerkve – v zidanem jedru ladje celo romanska – je bila na zahodu razširjena z baročno zunanjo galerijo. Gotska ladja kaze dvostopenjske opornike. Mogočen gotski stolp na južni strani ladje nosi baročni zvonik z osmerokotnim nadstrešjem. Na severni strani  ladje je bila dograjena baročna kapela. Cerkev je pokrita s kamnitimi ploščami.
Cerkev je obdana s pokopališkim obzidjem. Na pokopališkem portalu je leta 1936 Josef Pfefferle izdelal mozaik.

## Oprema
Glavni oltar je izjemen zgodnje baročni oltar z bogato ornamentiko iz prve polovice 17. stoletja. 